# Oleg Garkusza
Oleg Aleksiejewicz Garkusza, ros. Олег Алексеевич Гаркуша (ur. 23 lutego 1961 w Leningradzie) – rosyjski muzyk, znany głównie jako showman grupy AukcYon, autor tekstów, poeta, aktor i wokalista.

## Biografia
W 1980 roku ukończył szkołę filmową w Leningradzie. Po ukończeniu nauki pracował jako kinooperator w kinach „Sowriemiennik” i „Titan”.
Według słów samego Garkuszy, trafił on na scenę całkiem przypadkowo. Jako przyjaciel Leonida Fiodorowa, założyciela nowo powstałej leningradzkiej grupy rockowej, wspólnie z muzykami uczęszczał na próby zespołu. Sam nie śpiewał, ani nie grał na instrumentach. Chcąc brać czynny udział w procesie twórczym, na próby często przynosił ze sobą marakasy, grzechotki, kastaniety i podczas wykonywania utworów, siedząc z boku, potrząsał nimi do rytmu. W 1985 roku, na jednej z repetycji, Leonid Fiodorow poprosił go o zaśpiewanie kilku fraz napisanego przez Olega wiersza Diengi – eto bumaga (ros. Деньги – это бумага). Wykonanie bardzo spodobało się zebranym, a Garkusza został przyjęty na członka grupy AukcYon.
Po jego przyjściu wizerunek AukcYona diametralnie się zmienił. Koncerty stały się niecodziennymi show ze specjalnie przygotowywanymi kostiumami, dekoracjami i rekwizytami. Podczas występów Garkusza odgrywał rolę ekstrawaganckiego punka, tańczącego i skaczącego po scenie. Wdawał się w interakcje z postaciami, w które wcielali się pozostali członkowie zespołu.
Wespół z poetą i muzykiem Dmitrijem Ozierskim, Garkusza tworzy teksty piosenek grupy. Album Żopa (ros. Жопа) z 1990 roku składa się prawie w całości z piosenek na teksty wierszy Olega.
Jest autorem kilku tomików wierszy. Pierwszy z nich – Malczik kak malczik (ros. Мальчик как мальчик) – ukazał się w 2001 roku. Drugi nosi tytuł Worona (ros. Ворона) – tłumaczenie nazwiska Olega na język ukraiński.